# Robin Antin

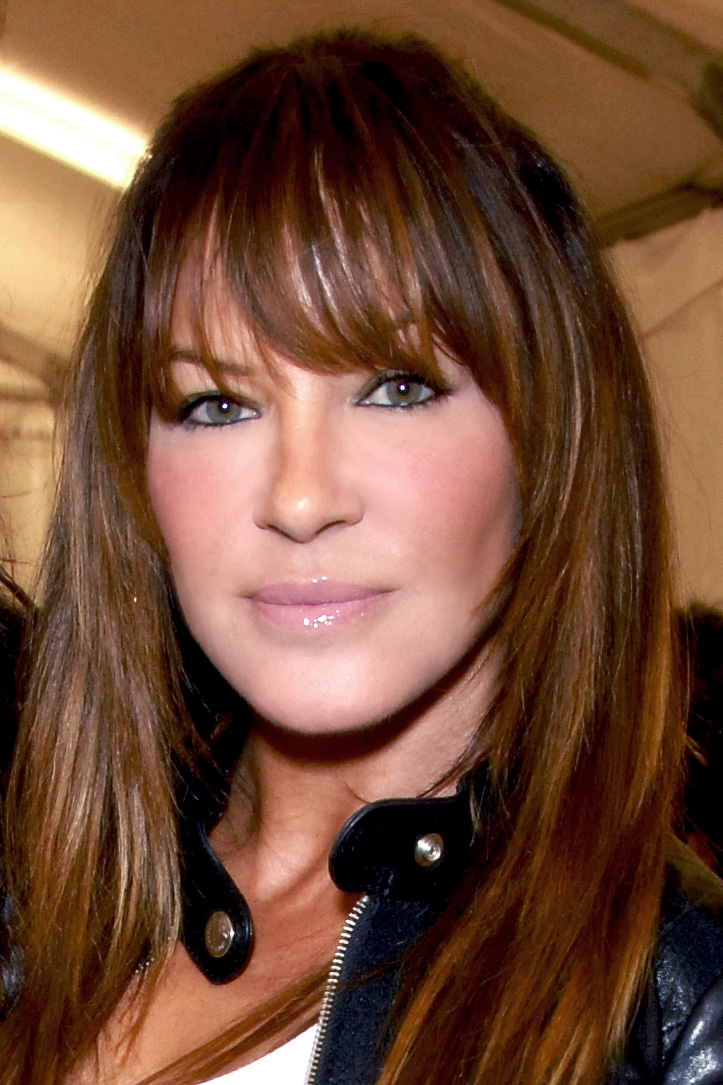
Robin Antin (2008)

Robin Antin (* 6. Juli 1961 in Los Angeles County) ist eine US-amerikanische Choreographin, Videoregisseurin und Schauspielerin. Gemeinsam mit der Schauspielerin Christina Applegate ist sie die Gründerin der Pussycat Dolls.
Als Choreographin arbeitete Antin mit Künstlern wie Pink, The Offspring und No Doubt. Des Weiteren war sie für Tanzeinlagen in verschiedenen Filmen verantwortlich. Ihr Bruder Steve Antin arbeitet als Filmschaffender.